# Izobilne (Aluixta)
|  | Per a altres significats, vegeu «Izobilne». |

Izobilne (en (ucraïnès): Ізобільне, en rus: Изобильное, Izobílnoie) és un poble de la República Autònoma de Crimea a Ucraïna, que el 2014 tenia 2.333 habitants. Pertany al districte rural d'Aluixta.